# Марай (Половинський округ)
Мара́й (рос. Марай) — присілок у складі Половинського округу Курганської області, Росія.
Населення — 310 осіб (2010, 415 у 2002).
Національний склад станом на 2002 рік:
- росіяни — 87 %